# Specie di Engraulidae
Di seguito sono elencate tutte le specie di pesci ossei della famiglia Engraulidae note a maggio 2015

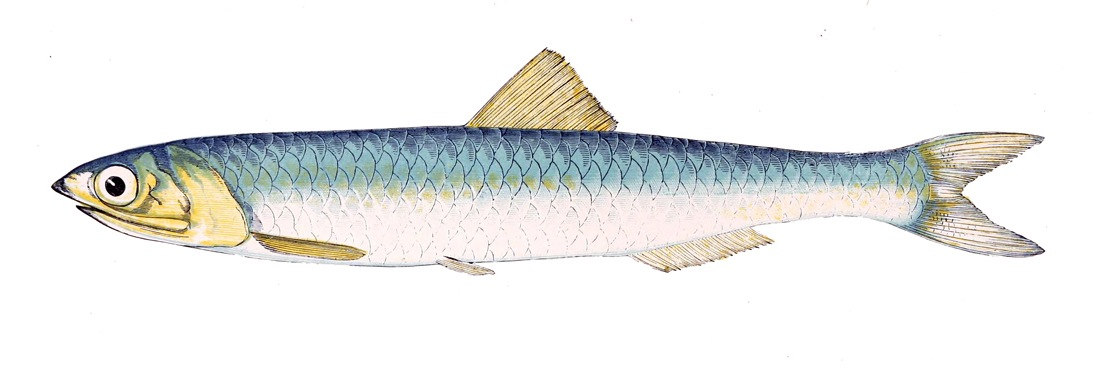
Engraulis encrasicolus

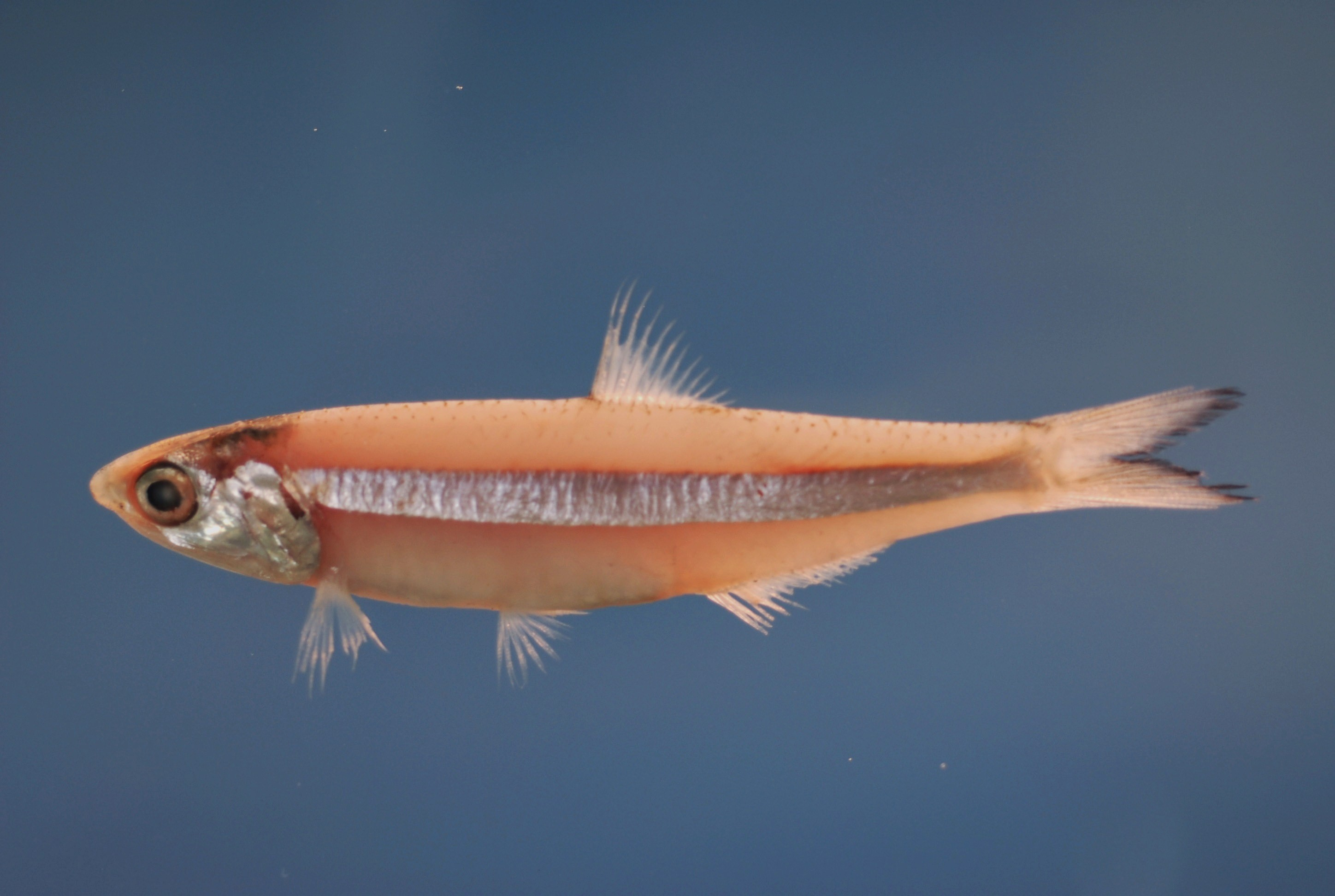
Anchoa lyolepis

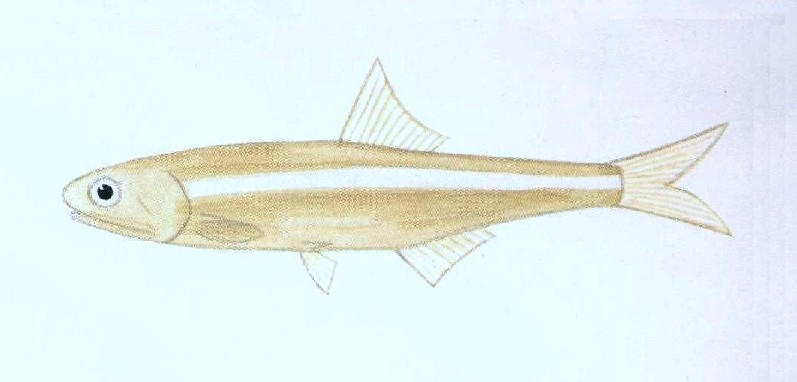
Stolephorus indicus

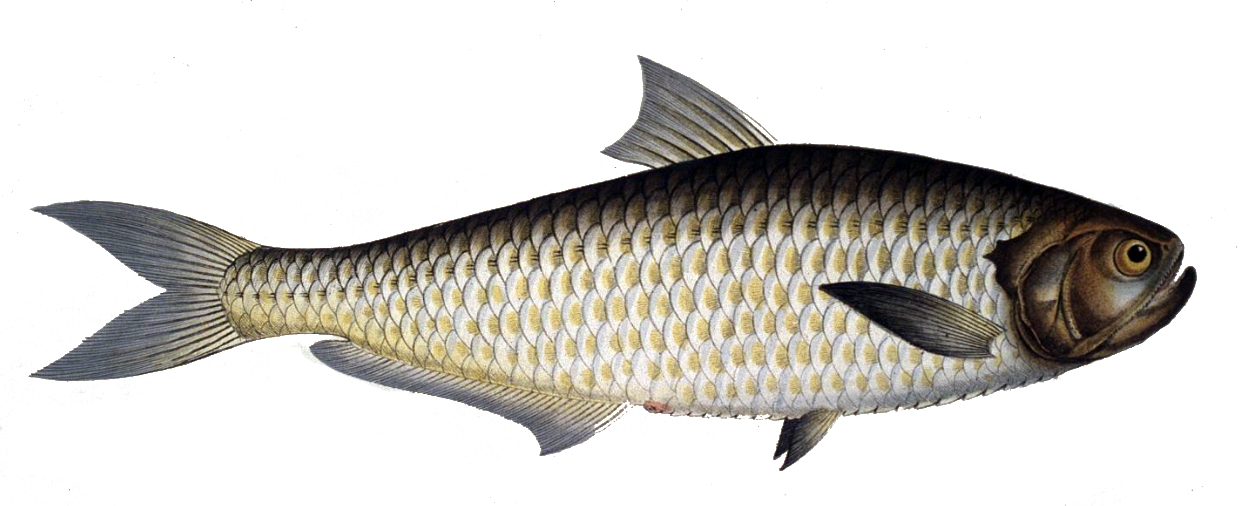
Thryssa malabarica

- Genere Amazonsprattus
  - Amazonsprattus scintilla
- Genere Anchoa
  - Anchoa analis
  - Anchoa argentivittata
  - Anchoa belizensis
  - Anchoa cayorum
  - Anchoa chamensis
  - Anchoa choerostoma
  - Anchoa colonensis
  - Anchoa compressa
  - Anchoa cubana
  - Anchoa curta
  - Anchoa delicatissima
  - Anchoa eigenmannia
  - Anchoa exigua
  - Anchoa filifera
  - Anchoa helleri
  - Anchoa hepsetus
  - Anchoa ischana
  - Anchoa januaria
  - Anchoa lamprotaenia
  - Anchoa lucida
  - Anchoa lyolepis
  - Anchoa marinii
  - Anchoa mitchilli
  - Anchoa mundeola
  - Anchoa mundeoloides
  - Anchoa nasus
  - Anchoa panamensis
  - Anchoa parva
  - Anchoa pectoralis
  - Anchoa scofieldi
  - Anchoa spinifer
  - Anchoa starksi
  - Anchoa tricolor
  - Anchoa trinitatis
  - Anchoa walkeri
- Genere Anchovia
  - Anchovia clupeoides
  - Anchovia macrolepidota
  - Anchovia surinamensis
- Genere Anchoviella
  - Anchoviella alleni
  - Anchoviella balboae
  - Anchoviella blackburni
  - Anchoviella brevirostris
  - Anchoviella carrikeri
  - Anchoviella cayennensis
  - Anchoviella elongata
  - Anchoviella guianensis
  - Anchoviella jamesi
  - Anchoviella juruasanga
  - Anchoviella lepidentostole
  - Anchoviella manamensis
  - Anchoviella nattereri
  - Anchoviella perezi
  - Anchoviella perfasciata
  - Anchoviella vaillanti
- Genere Cetengraulis
  - Cetengraulis edentulus
  - Cetengraulis mysticetus
- Genere Coilia
  - Coilia borneensis
  - Coilia brachygnathus
  - Coilia coomansi
  - Coilia dussumieri
  - Coilia grayii
  - Coilia lindmani
  - Coilia macrognathos
  - Coilia mystus
  - Coilia nasus
  - Coilia neglecta
  - Coilia ramcarati
  - Coilia rebentischii
  - Coilia reynaldi
- Genere Encrasicholina
  - Encrasicholina devisi
  - Encrasicholina heteroloba
  - Encrasicholina oligobranchus
  - Encrasicholina punctifer
  - Encrasicholina purpurea
- Genere Engraulis
  - Engraulis albidus
  - Engraulis anchoita
  - Engraulis australis
  - Engraulis capensis
  - Engraulis encrasicolus
  - Engraulis eurystole
  - Engraulis japonicus
  - Engraulis mordax
  - Engraulis ringens
- Genere Jurengraulis
  - Jurengraulis juruensis
- Genere Lycengraulis
  - Lycengraulis batesii
  - Lycengraulis figueiredoi
  - Lycengraulis grossidens
  - Lycengraulis limnichthys
  - Lycengraulis poeyi
- Genere Lycothrissa
  - Lycothrissa crocodilus
- Genere Papuengraulis
  - Papuengraulis micropinna
- Genere Pseudosetipinna
  - Pseudosetipinna haizhouensis
- Genere Pterengraulis
  - Pterengraulis atherinoides
- Genere Setipinna
  - Setipinna breviceps
  - Setipinna brevifilis
  - Setipinna melanochir
  - Setipinna paxtoni
  - Setipinna phasa
  - Setipinna taty
  - Setipinna tenuifilis
  - Setipinna wheeleri
- Genere Stolephorus
  - Stolephorus advenus
  - Stolephorus andhraensis
  - Stolephorus apiensis
  - Stolephorus baganensis
  - Stolephorus brachycephalus
  - Stolephorus carpentariae
  - Stolephorus chinensis
  - Stolephorus commersonnii
  - Stolephorus dubiosus
  - Stolephorus holodon
  - Stolephorus indicus
  - Stolephorus insularis
  - Stolephorus multibranchus
  - Stolephorus nelsoni
  - Stolephorus pacificus
  - Stolephorus ronquilloi
  - Stolephorus shantungensis
  - Stolephorus teguhi
  - Stolephorus tri
  - Stolephorus waitei
- Genere Thryssa
  - Thryssa adelae
  - Thryssa aestuaria
  - Thryssa baelama
  - Thryssa brevicauda
  - Thryssa chefuensis
  - Thryssa dayi
  - Thryssa dussumieri
  - Thryssa encrasicholoides
  - Thryssa gautamiensis
  - Thryssa hamiltonii
  - Thryssa kammalensis
  - Thryssa kammalensoides
  - Thryssa malabarica
  - Thryssa marasriae
  - Thryssa mystax
  - Thryssa polybranchialis
  - Thryssa purava
  - Thryssa rastrosa
  - Thryssa scratchleyi
  - Thryssa setirostris
  - Thryssa spinidens
  - Thryssa stenosoma
  - Thryssa vitrirostris
  - Thryssa whiteheadi[1]